# Aphis minima
Aphis minima är en insektsart som först beskrevs av Tissot 1933.  Aphis minima ingår i släktet Aphis och familjen långrörsbladlöss. Inga underarter finns listade i Catalogue of Life.